# 大新華航空

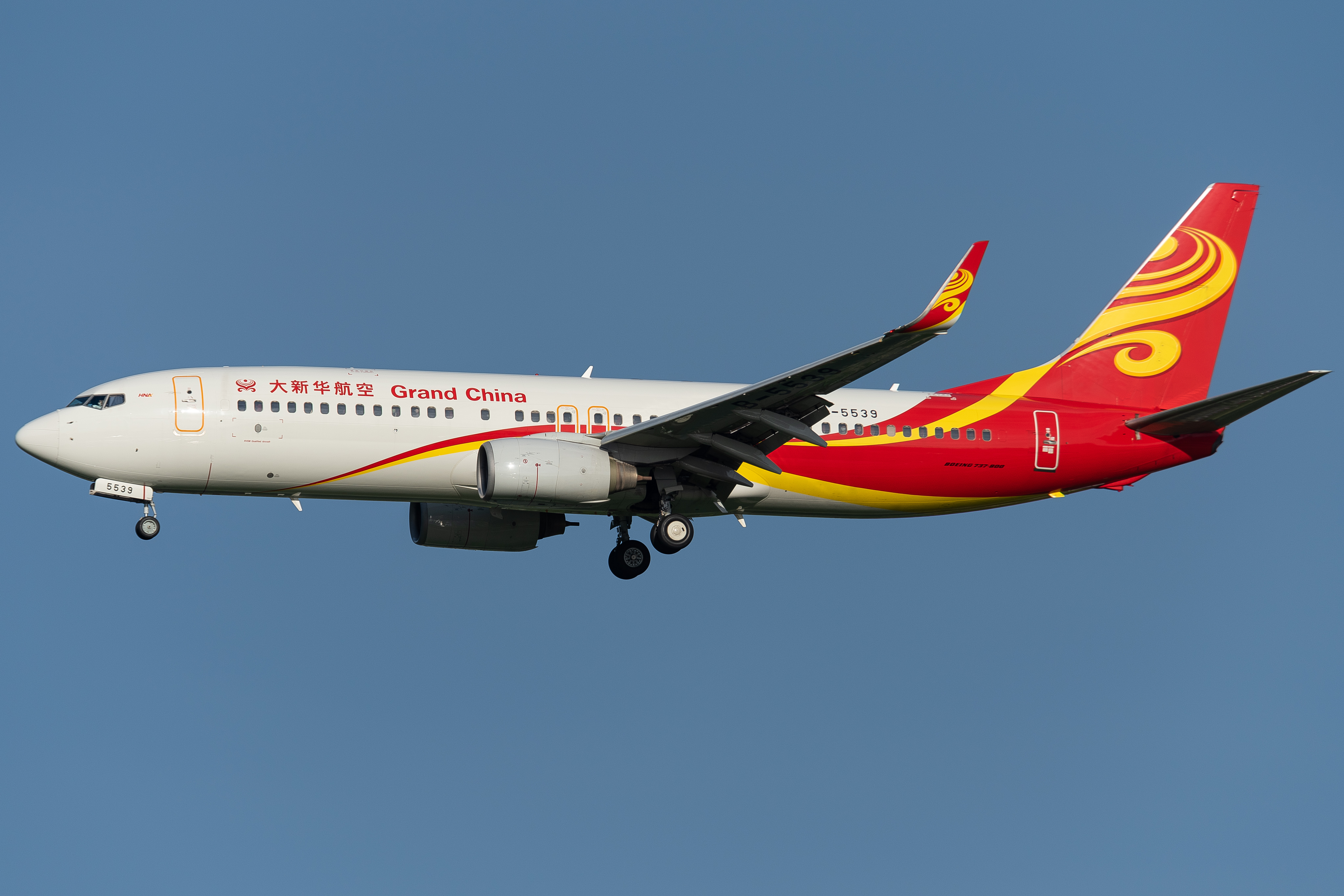
ボーイング737-800

大新華航空（だいしんかこうくう）は中国の航空会社。海南航空を中心とした4社が合併して設立される予定であった航空会社。

## 概要
2007年11月29日、海南航空を中心に、中国新華航空、長安航空、山西航空、大新華快運航空が合併して設立される予定であったが、現在では海南航空グループという名称の元で、各航空会社がそれぞれ運航を続けている。

## 関連航空会社
- 海南航空
- 天津航空
- 北京首都航空
- 金鵬航空
- 雲南祥鵬航空
- 中国西部航空
- 香港航空

### かつて関連航空会社であった会社
- 香港エクスプレス航空 - 2019年7月18日、キャセイパシフィック航空が買収。